# Новоолександрівська сільська рада (Біловодський район)
| Новоолександрівська сільська рада — колишній орган місцевого самоврядування у Біловодському районі Луганської області з адміністративним центром у с. Новоолександрівка. Історична дата утворення: в 1920 році. Водоймища на території, підпорядкованій даній раді: річка Євсуг. Сільській раді підпорядковані населені пункти: - с. Новоолександрівка - с. Степове - с. Тернове |

## Склад ради
Рада складається з 16 депутатів та голови.

### Керівний склад ради
| ПІБ                       | Основні відомості                                                 | Дата обрання | Дата звільнення |
| ------------------------- | ----------------------------------------------------------------- | ------------ | --------------- |
| Найдиш Сергій Миколайович | Сільський голова, 1958 року народження, освіта, безпартійний      | 26.03.2006   | 31.10.2010      |
| Циба Володимир Васильович | Сільський голова, 1979 року народження, освіта вища, безпартійний | 31.10.2010   |                 |

Примітка: таблиця складена за даними джерела